# Fuencarral-El Pardo
Fuencarral-El Pardo is een district in de Spaanse hoofdstad Madrid met 220.085 inwoners.

## Wijken
- Barrio del Pilar
- El Goloso
- El Pardo
  - Mingorrubio
- Fuentelarreina
- La Paz
- Mirasierra
- Peñagrande
- Valverde

Centro · Arganzuela · Retiro · Salamanca · Chamartín · Tetuán · Chamberí · Fuencarral-El Pardo · Moncloa-Aravaca · Latina · Carabanchel · Usera · Puente de Vallecas · Moratalaz · Ciudad Lineal · Hortaleza · Villaverde · Villa de Vallecas · Vicálvaro · San Blas · Barajas